# Cétohexokinase
La cétohexokinase, ou fructokinase hépatique (anciennement fructokinase du foie), est une phosphotransférase qui catalyse la réaction :
ATP + D-fructose  {\displaystyle \rightleftharpoons }  ADP + D-fructose-1-phosphate.
Le D-sorbose, le D-tagatose, le 5-déshydro-D-fructose et un certain nombre d'autres cétoses et leurs analogues sont également susceptibles d'être traités comme substrats par cette enzyme.
Un déficit d'activité de la fructokinase hépatique, qui assure la première étape de l'assimilation du fructose chez les vertébrés, est responsable de la fructosurie (en). 